# Cantón de Vitry-en-Artois
El cantón de Vitry-en-Artois era una división administrativa francesa, que estaba situada en el departamento de Paso de Calais y la región de Norte-Paso de Calais.

## Composición
El cantón estaba formado por veintiocho comunas:
- Bellonne
- Biache-Saint-Vaast
- Boiry-Notre-Dame
- Brebières
- Cagnicourt
- Corbehem
- Dury
- Étaing
- Éterpigny
- Fresnes-lès-Montauban
- Gouy-sous-Bellonne
- Hamblain-les-Prés
- Haucourt
- Hendecourt-lès-Cagnicourt
- Monchy-le-Preux
- Noyelles-sous-Bellonne
- Pelves
- Plouvain
- Récourt
- Rémy
- Riencourt-lès-Cagnicourt
- Rœux
- Sailly-en-Ostrevent
- Saudemont
- Tortequesne
- Villers-lès-Cagnicourt
- Vis-en-Artois
- Vitry-en-Artois

## Supresión del cantón de Vitry-en-Artois
En aplicación del Decreto n.º 2014-233 de 24 de febrero de 2014, el cantón de Vitry-en-Artois fue suprimido el 22 de marzo de 2015 y sus 28 comunas pasaron a formar parte; veintisiete del nuevo cantón de Brebières y una del nuevo cantón de Arras-2.